# Цапко, Александр Трофимович
Александр Трофимович Цапко (1884—1920) — русский связист, революционер-большевик, участник Октябрьской революции в Петрограде, активный участник борьбы за Советскую власть и один из её руководителей на Сахалине.

## Биография

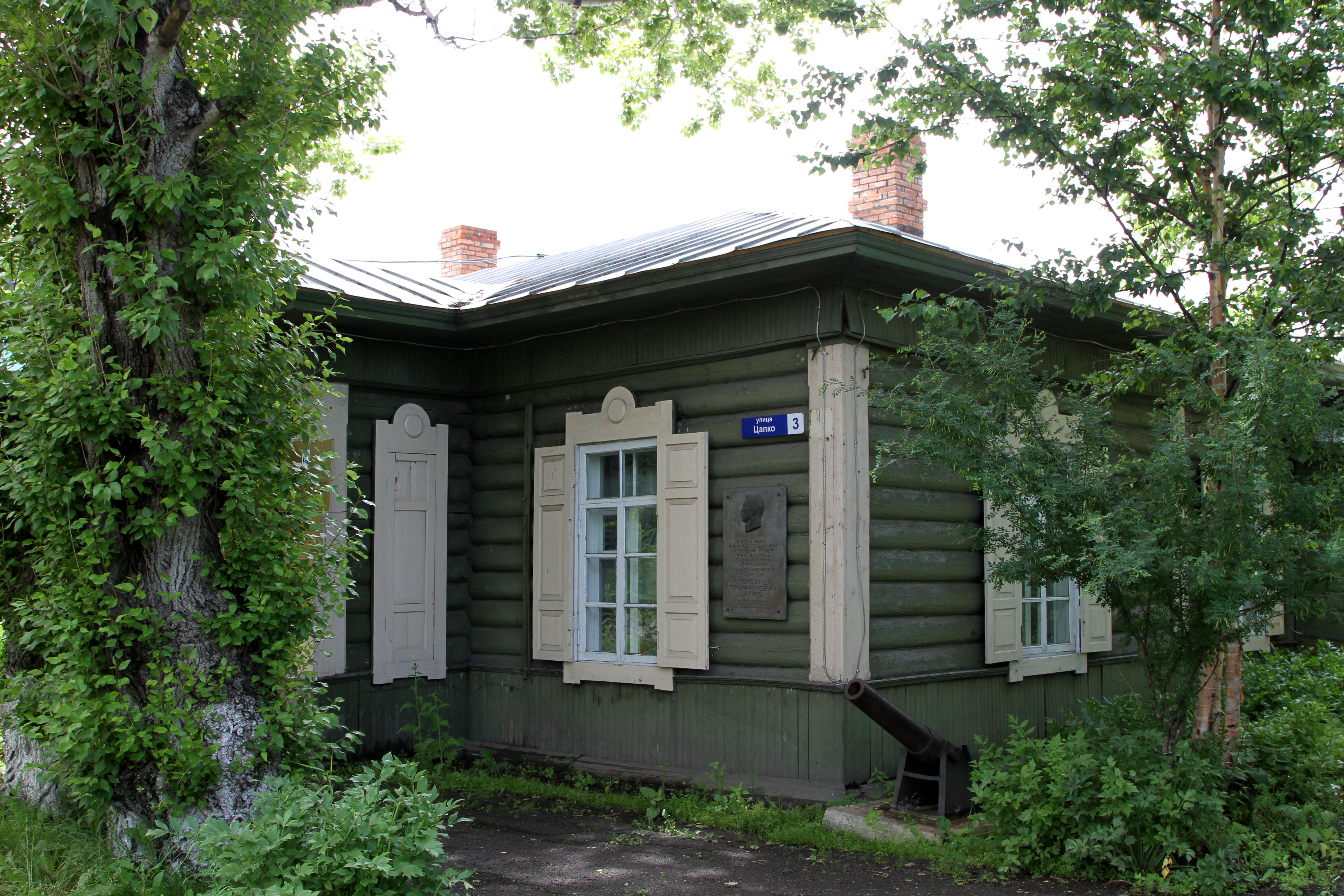
Дом, в котором жил А. Т. Цапко

На Сахалин прибыл в 1915 году на должность заведующего радиостанцией в порту Александровск. Создал нелегальный революционный кружок, вёл агитационную работу среди рабочих, крестьян, солдат.
После Февральской революции 1917 избирается председателем Комитета общественной безопасности. В мае 1917 года краевой съезд профсоюза работников связи в Хабаровске избирает А. Т. Цапко делегатом на первый Всероссийский съезд в Москву, где он был избран членом ЦК союза и командирован в Петроград. Принял участие в подавлении корниловского выступления и в Октябрьском вооружённом восстании. Был введен во ВЦИК от ЦК почтово-телеграфных служащих и работал в его аппарате.
Работал по организации связи в Петрограде и Москве. С осени 1918 г. находился на подпольной работе на Сахалине. Организует из сторонников большевиков подпольную революционную группу, которая в течение 1919 г. вёл подготовку к свержению Российского правительства, срывает мобилизацию в белую армию, проводит антиправительственные митинги в сёлах и шахтах острова. 14 января 1920 года на Сахалине произошёл переворот и власть перешла в руки ревкома, первым председателем которого был избран А. Т. Цапко. 9-10 марта 1920 года первый островной съезд Советов избрал Цапко заведующим отделом исполкома, а позднее — председателем исполкома.
Однако в апреле 1920 г. японские интервенты захватили Северный Сахалин. Вооружённые силы островного ревкома были вынуждены отступить в район Николаевска-на-Амуре. Цапко остался в Александровске, чтобы официально представлять здесь советскую власть. 17 мая 1920 года Цапко был схвачен интервентами и вскоре казнен на борту японского корабля.

## Память
- В честь Александра Трофимовича названо село в Макаровском городском округе Сахалинской области России
- В Южно-Сахалинске в сквере на пересечении Коммунистического проспекта и ул. Дзержинского в 1989 г. установлен бюст[1].